# BYD K10MR
BYD K10MR — электробус, выпускаемый с 2015 года китайской компанией BYD Auto.

## Описание
BYD K10MR является модифицированной версией BYD K10M с 3 дверьми и левым рулём. 
В августе 2015 года компания RTD одобрила контракт на сумму до 27,1 миллиона долларов на закупку 36 электробусов BYD K10MR. 
В конце августа 2016 года первый BYD K10MR был представлен СМИ, а позднее — всей публике.